# (500291) 2012 PB38
(500291) 2012 PB38 es un asteroide perteneciente al cinturón de asteroides, descubierto el 5 de septiembre de 2008 por el equipo del Spacewatch desde el Observatorio Nacional de Kitt Peak, Arizona, Estados Unidos.

## Designación y nombre
Designado provisionalmente como 2012 PB38.

## Características orbitales
2012 PB38 está situado a una distancia media del Sol de 2,698 ua, pudiendo alejarse hasta 2,968 ua y acercarse hasta 2,428 ua. Su excentricidad es 0,100 y la inclinación orbital 4,564 grados. Emplea 1619,00 días en completar una órbita alrededor del Sol.

## Características físicas
La magnitud absoluta de 2012 PB38 es 17,3.